# Schatzberg
Pour l’article homonyme, voir Jerry Schatzberg.
Le Schatzberg est une montagne qui s’élève à 1 898 m d’altitude dans les Alpes de Kitzbühel, en Autriche.